# Bo Bice

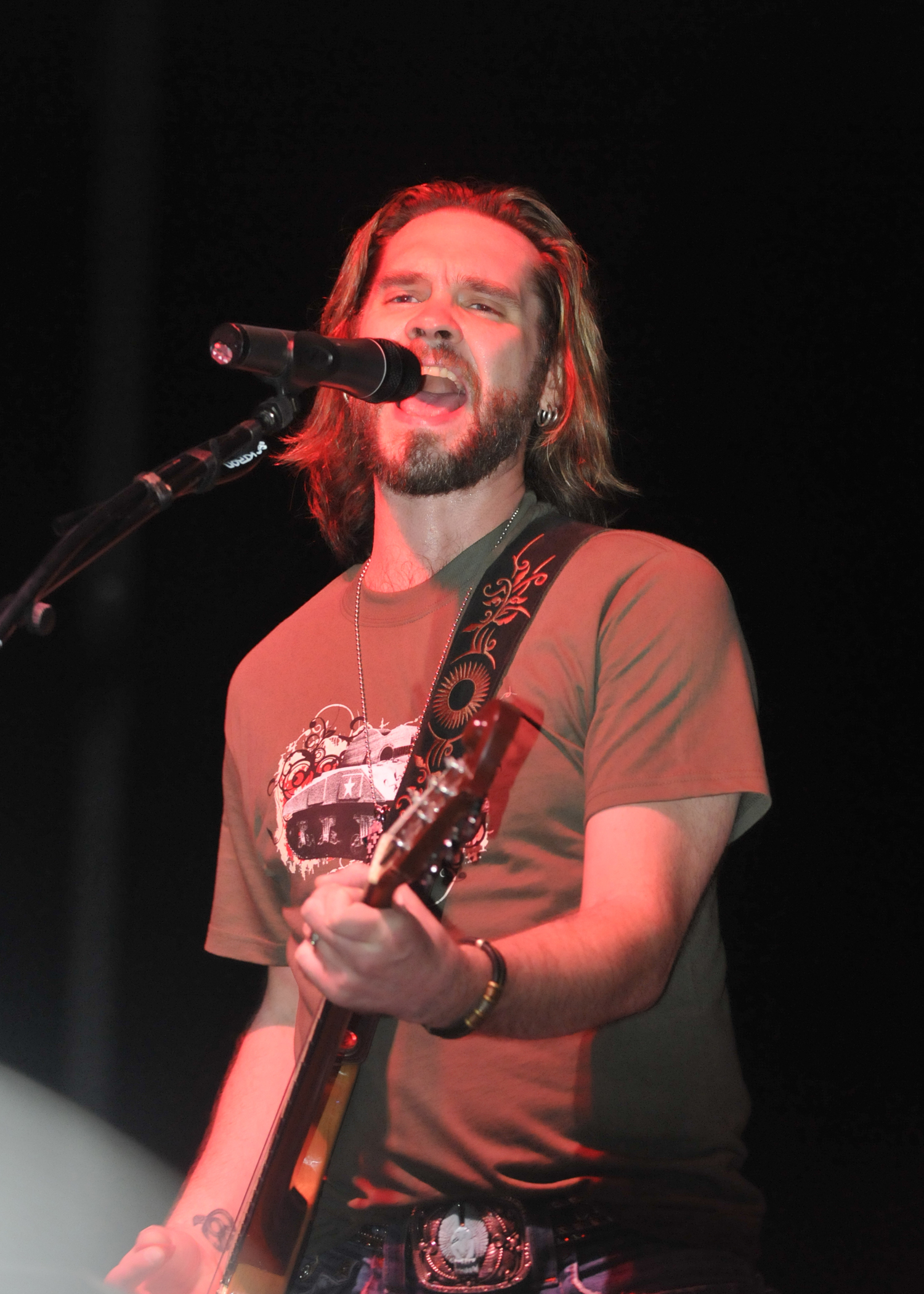
Bo Bice (2010)

Harold Elwin „Bo“ Bice (* 1. November 1975 in Huntsville, Alabama) ist ein US-amerikanischer Rockmusiker. Im Jahr 2005 nahm er an der vierten Staffel von American Idol teil und erreichte den zweiten Platz.

## Leben
Bo Bice wurde am 1. November 1975 in Huntsville (Alabama) als Sohn von Nancy und Harold Elwin Bice geboren. Er ging auf die London Central Elementary High School und danach auf das Calhoun Community College.
Seine Frau, Caroline Merrin Fisher, heiratete er 2005 und hat mit ihr drei Söhne.

## American Idol
Zur vierten Staffel wurde die Altersgrenze von 16 bis 24 Jahre auf 16 bis 28 Jahre angehoben. Im August 2004, drei Monate vor seinem 29. Geburtstag, bewarb er sich. Am 25. Mai 2005 unterlag Bice Carrie Underwood im Finale.

### Auftritte
| Show              | Lied                                                                     | Originalinterpret                                           |
| ----------------- | ------------------------------------------------------------------------ | ----------------------------------------------------------- |
| Auditions         | In a Dream Whipping Post                                                 | Badlands The Allman Brothers Band                           |
| Hollywood Round 1 | The Letter                                                               | Box Tops                                                    |
| Hollywood Round 2 | God Bless the USA                                                        | Lee Greenwood                                               |
| Top 50            | Get Ready                                                                | The Temptations                                             |
| Top 24            | Drift Away                                                               | Dobie Gray                                                  |
| Top 20            | Whipping Post                                                            | The Allman Brothers Band                                    |
| Top 16            | I’ll Be                                                                  | Edwin McCain                                                |
| Top 12            | Spinning Wheel                                                           | Blood, Sweat & Tears                                        |
| Top 11            | Time in a Bottle                                                         | Jim Croce                                                   |
| Top 10            | Remedy                                                                   | The Black Crowes                                            |
| Top 9             | Corner of the Sky                                                        | Pippin                                                      |
| Top 8             | Free Bird                                                                | Lynyrd Skynyrd                                              |
| Top 7             | Vehicle                                                                  | The Ides of March                                           |
| Top 6             | I Don’t Want to Be                                                       | Gavin DeGraw                                                |
| Top 5             | Stand by Me Heaven                                                       | Ben E. King Los Lonely Boys                                 |
| Top 4             | It’s a Great Day to Be Alive For the Love of Money                       | Travis Tritt The O’Jays                                     |
| Top 3             | Don’t Let the Sun Go Down on Me (I Can’t Get No) Satisfaction In a Dream | Elton John The Rolling Stones Badlands                      |
| Finale            | Inside Your Heaven Long Long Road Vehicle                                | Carrie Underwood/Bo Bice Christian Leuzzi The Ides of March |

## Diskografie

### Studioalben
| Jahr | Titel          | Höchstplatzierung, Gesamtwochen, AuszeichnungChartsChartplatzierungen (Jahr, Titel, Platzierungen, Wochen, Auszeichnungen, Anmerkungen) | Anmerkungen                             |
| Jahr | Titel          | US | Anmerkungen                             |
| ---- | -------------- | --- | --------------------------------------- |
| 2005 | The Real Thing | US4 Gold · (20 Wo.)US | Erstveröffentlichung: 13. Dezember 2005 |
| 2007 | See the Light  | US150 (1 Wo.)US | Erstveröffentlichung: 23. Oktober 2007  |
| 2010 | 3              | US154 (1 Wo.)US | Erstveröffentlichung: 18. Mai 2010      |

### Singles
| Jahr | Titel Album        | Höchstplatzierung, Gesamtwochen, AuszeichnungChartsChartplatzierungen (Jahr, Titel, Album, Platzierungen, Wochen, Auszeichnungen, Anmerkungen) | Anmerkungen                         |
| Jahr | Titel Album        | US | Anmerkungen                         |
| ---- | ------------------ | --- | ----------------------------------- |
| 2005 | Inside Your Heaven | US2 Gold · (7 Wo.)US | Erstveröffentlichung: 21. Juni 2005 |
| 2006 | The Real Thing     | US56 (16 Wo.)US | Erstveröffentlichung: März 2006     |

Weitere Singles
- 2005: I Don't Want to Be
- 2005: Vehicle
- 2006: U Make Me Better
- 2007: Blades of Glory
- 2007: Witness
- 2010: You Take Yourself with You